# Balance Ambulance Tour
Il Balance Ambulance Tour fu un tour intrapreso dai Van Halen nel 1995 per promuovere il loro album Balance. Fu l'ultimo tour che intrapresero con Sammy Hagar, prima della loro riunione del 2004. Aprirono per 2 date di questo tour i concerti dei Bon Jovi.

## Scaletta tipica
1. Aftershock
2. Big Fat Money
3. Why Can't This Be Love?
4. Top of the World
5. Not Enough
6. Bass Solo
7. The Seventh Seal
8. Amsterdam
9. Mine All Mine
10. assolo di batteria
11. Can't Stop Loving You
12. Feelin'
13. High Hopes
14. Eagles Fly
15. Ain't Talkin' 'bout Love
16. assolo di chitarra
17. You Really Got Me
18. Jump
19. One Way to Rock
20. Dreams
21. Don't Tell Me (What Love Can Do)
22. Right Now
23. Poundcake

## Brani eseguiti occasionalmente
1. Three Lock Box
2. Someday
3. Panama